# Cephalotrigona eburneiventer
Cephalotrigona eburneiventer är en biart som först beskrevs av Schwarz 1948.  Cephalotrigona eburneiventer ingår i släktet Cephalotrigona och familjen långtungebin. Inga underarter finns listade.